# カラスカ＝カスティリオーネ
カラスカ＝カスティリオーネ（伊: Calasca-Castiglione）は、イタリア共和国ピエモンテ州ヴェルバーノ・クジオ・オッソラ県にある、人口約600人の基礎自治体（コムーネ）。

## 地理

### 位置・広がり
| 隣接するコムーネは以下の通り。括弧内のVCはヴェルチェッリ県所属を示す。 - アントローナ・スキエランコ - バンニオ・アンツィーノ - ボルゴメッツァヴァッレ - パッランツェーノ - ピエディムレーラ - ピエーヴェ・ヴェルゴンテ - リメッラ (VC) - ヴァルストローナ - ヴァンツォーネ・コン・サン・カルロ |

## 行政

### 分離集落
カラスカ＝カスティリオーネには、以下の分離集落（フラツィオーネ）がある。
Antrogna, Barzona, Boretta, Calasca Dentro, Castiglione d'Ossola, Colombetti, Duiamen, Gurva, Meggianella, Molini, Pecciola, Pianezzo, Porcareccia, Selvavecchia, Vigino